# Chi sei?
Chi sei?  és una pel·lícula de terror sobrenatural italiana del 1974 dirigida per Ovidio G. Assonitis i Roberto Piazzoli, i protagonitzada per Juliet Mills, Gabriele Lavia i Richard Johnson. La trama segueix una mestressa de casa de San Francisco que esdevé posseïda pel dimoni enmig d'un embaràs. La pel·lícula va ser una coproducció entre els Estats Units i Itàlia. Es va estrenar al Regne Unit en una versió ampliada amb el títol Devil Within Her.
Chi sei? es va estrenar als Estats Units el maig de 1975 amb el títol "Beyond the Door" i es va convertir en un gran èxit comercial, recaptant aproximadament 15 milions de dòlars. La reacció de la crítica a la pel·lícula va ser majoritàriament negativa, amb nombrosos crítics considerant-la una imitació de L'exorcista (1973). La distribuïdora d'aquella pel·lícula, Warner Bros., va presentar una demanda contra la productora de "Beyond the Door", al·legant infracció de copyright. Finalment es va arribar a un acord el 1979.
Aquesta seria la primera entrega de la trilogia Beyond the Door als Estats Units, ja que la Schock (1977) de Mario Bava va ser rebatejada com a "Beyond the Door II" i qualificada com a seqüela, tot i que no té cap relació amb la pel·lícula de 1974. Una segona seqüela, "Beyond the Door III", també es va estrenar el 1989, tot i que tampoc té cap relació amb les dues pel·lícules anteriors.

## Argument
Jessica Barrett, una jove mare anglesa que viu a San Francisco, revela al seu marit executiu musical, Robert, que està embarassada. La parella ja té dos fills petits: un fill, Ken, i una filla, Gail. Uns dies més tard, durant la festa d'aniversari de Ken, Robert troba Jessica violentament malalta i vomitant al bany. Després de visitar el Dr. George Staton, el seu obstetra i amic personal, Jessica és informada que en realitat està embarassada de tres mesos, no de les setmanes que creia.
Durant el transcurs del seu embaràs, Jessica es troba subjecta a canvis d'humor violents, aparents al·lucinacions de veus i fenòmens de poltergeist. En una ocasió, Jessica es desperta per sibilàncies incorpòries i levitació a l'aire i sibila violentament per tota la casa. George confia a un Robert preocupat que l'embaràs de Jessica està progressant a un ritme increïblement ràpid. Tement pel seu benestar, George organitza que Jessica passi temps amb la seva dona, Barbara, amb l'esperança que ella li confiï.
Jessica li diu a George que vol un avortament, però vacil·la ràpidament, acusant-lo de ser un assassí quan ell accepta un avortament si considera que l'embaràs és un perill per a la seva salut. La casa Barrett aviat es converteix en un focus d'activitat sobrenatural que terroritza tant Gail com Ken quan el seu pare és fora. Mentrestant, Jessica mostra un comportament cada cop més horrible similar a una possessió demoníaca, com ara girar el cap de manera inhumana, respirar amb sibilàncies i vomitar projectils.
Robert és contactat per un home misteriós anomenat Dimitri, que li ordena que segresti Jessica a casa seva i mantingui allunyades les visites, assegurant-se que el nen neixi. Jessica emmalalteix progressivament, presenta febre, malestar estomacal i altres símptomes estranys, i queda postrada al llit. Sota les instruccions de Dimitri, George fa posar a Jessica una camisa de força per evitar que s'enfronti violentament. Quan George la visita, Jessica alternativament li suplica la seva ajuda abans de maleir-lo amb una veu profunda i demoníaca. En George fa que Jessica se sotmeti a una sèrie de proves, incloent-hi escàners del seu cervell, però cap d'elles mostra anomalies neurològiques.
Després que en Robert sigui sotmès a un torrent de comportament sobrenatural violent per part de Jessica, es revela que en Dimitri és un amant del passat de Jessica i que és un satanista que ha organitzat que ella doni a llum l'Anticrist, a canvi que l'esperit demoníac l'hagi salvat de morir en un accident de cotxe anys abans. En una violenta confrontació entre Jessica i en Dimitri, l'entitat demoníaca es gira contra ell i insinua que tots els esdeveniments que han tingut lloc van ser organitzats per a la seva pròpia diversió. L'entitat assassina Dimitri abans d'abandonar el cos de Jessica, després de la qual cosa immediatament té un mort fetal.
Un temps després, una Jessica sana acompanya Robert i els seus fills en un passeig en vaixell per la badia de San Francisco. Ken desembolica un regal que havia rebut anteriorment pel seu aniversari, amagat en paper d'embolicar negre amb una cinta daurada. Es revela que el regal és un cotxe de joguina vermell, el mateix model que Dimitri va estavellar en l'accident que gairebé li va costar la vida. En Ken deixa caure el cotxe de joguina per la vora de la barana del vaixell i els seus ulls brillen de color verd.

## Repartiment
- Juliet Mills com a Jessica Barrett
- Gabriele Lavia com a Robert Barrett
- Richard Johnson com a Dimitri
- Nino Segurini com a Dr. George Staton
- Elizabeth Turner com a Barbara Staton (com a Elisabeth Turner)
- Barbara Fiorini com a Gail Barrett
- Carla Mancini com a la Sra. Francis
- David Colin Jr. com a Ken Barrett
- Jonathan T. Tran. com a Dr. Tran
- Edward L. Montoro com a El Diable (veu)

## Producció
El guió de Chi sei? va ser escrit per Ovidio G. Assonitis (anunciat com a O. Hellman), Antonio Troiso i Robert Barrett. També hi van col·laborar diversos guionistes, com ara Alex Rebar, Giorgio Marini, Aldo Crudo i Christopher Cruise.
Els plans interiors es van rodar al plató d'Itàlia als estudis Incir De Paolis de Roma, mentre que tots els exteriors es van rodar a San Francisco.
Detallant una dona posseïda per un dimoni, Chi sei? va ser qualificada de plagi de L'exorcista (1973). Warner Bros. va presentar una demanda a l'agost de 1975 sol·licitant una ordre judicial i 2 milions de dòlars en danys i perjudicis, al·legant que va competir deslleialment amb "L'exorcista" i per infracció dels drets d'autor. La demanda finalment es va resoldre a favor de Warner Bros., i l'estudi va rebre un acord en efectiu d'A-Erre Cinematografica s.r.l. i una part dels ingressos futurs de la pel·lícula.

## Estrena
Beyond the Door es va estrenar primer a Itàlia amb el títol Chi Sei?. American International Pictures inicialment va expressar interès en distribuir la pel·lícula, però Film Ventures International finalment va adquirir la pel·lícula per a la seva distribució als Estats Units per 100.000 dòlars. El muntatge estrenat als cinemes dels Estats Units dura 97 minuts. Es va estrenar ja el 2 de maig de 1975 a Houston, Texas.

### Taquilla
Chi Sei? va ser un èxit comercial als Estats Units, recaptant 7.122.644 dòlars, amb una recaptació total mundial de 15 milions de dòlars.

### Resposta de la crítica
La pel·lícula va ser criticada en el moment de l'estrena. Roger Ebert del Chicago Sun-Times va donar a la pel·lícula 1 estrella de 4, qualificant-la de "escombraries espantoses".
Bill DeIsle de The Times-Record també va comparar la pel·lícula desfavorablement amb L'exorcista, criticant el guió i també assenyalant els efectes especials com a juvenils i risibles. Linda Gross de Los Angeles Times va fer comparacions similars, i també va assenyalar la banda sonora de la pel·lícula com a "obsessionant", però va admetre que Mills interpreta el seu paper "amb credibilitat". Jeanne Miller del San Francisco Examiner també va assenyalar que la pel·lícula era molt derivativa, i va afegir que «fins i tot amb tota l'anomenada 'acció', la pel·lícula és increïblement avorrida, sobretot en els llargs discursos filosòfics de Johnson sobre el poder satànic. El director Oliver Hellman i el guionista Richard Barrett no mostren cap rastre d'habilitat, imaginació o originalitat. Les actuacions estan al mateix nivell."
En els anys transcorreguts des de l'estrena als cinemes, la pel·lícula ha estat sotmesa a una lleugera reavaluació crítica, amb Peter Bradshaw de The Guardian atorgant-li tres estrelles i dient que "hi ha molts moments redundants i absurds, però també algunes coses inquietants i interessants."
Ressenya de la pel·lícula per a Little White Lies, Anton Bitel va remarcar que "Chi Sei? és massa estranya, massa indefinible, massa singular per ser descartada com a merament derivativa".

## Mitjans domèstics
Code Red DVD va adquirir els drets de Beyond the Door. El conjunt de DVD de 2 discs es va publicar el 16 de setembre de 2008 i incloïa tant la versió internacional (de 109 minuts de durada) com la versió abreujada per a cinemes dels Estats Units (de 97 minuts de durada); també inclou entrevistes amb Assonitis, Johnson, l'escriptor Alex Rebar i Mills, així com comentaris amb Assonitis i Mills. Code Red va reeditar una nova transferència de la pel·lícula en Blu-ray el 2017.
Arrow Video va publicar una edició Blu-ray als Estats Units i al Regne Unit. La versió de dos discs, limitada a 3.000 unitats, inclou tant la versió internacional íntegra com una versió exclusiva per a cinemes dels Estats Units en dos discs separats. El segon disc també inclou "Italy Possessed", un documental recentment encarregat sobre pel·lícules italianes d'exorcismes. El conjunt Blu-ray es va llançar el 7 d'abril de 2020.

## Banda sonora
La banda sonora va ser composta per Franco Micalizzi. La banda sonora és inusual per a una pel·lícula de terror i de vegades sembla fer referència a música funk i disco que potser eren populars en aquell moment. La banda sonora completa s'ha publicat en vinil, CD i, més recentment, a iTunes. La llista de cançons és la següent:
1. "Bargain With The Devil"
2. "Jessica's Theme"
3. "Dimitry's Theme"
4. "Robert's Theme"
5. "Jessica's Theme"
6. "Family's Theme"
7. "Bargain With The Devil" (orquestra)
8. "Flute Sequence"
9. "Dimitry's Theme" (versió lenta)
10. "Family's Theme" (versió lenta)

## Obres relacionades

### Beyond the Door II(1977)
Per aprofitar l'èxit de Beyond the Door, Film Ventures International va comprar la pel·lícula de terror italiana de Mario Bava Schock i la va rebatejar com a Beyond the Door II. La pel·lícula estava pensada per a ser estrenada a finals de 1977 per aprofitar l'èxit de L'exorcista 2: L'heretge, però quan aquesta pel·lícula va patir un fracàs de taquilla, els plans d'estrenar Schock als Estats Units van ser arxivats. Finalment, la pel·lícula va tenir una estrena limitada el 1979. La pel·lícula no tenia cap vincle ni connexió amb Beyond the Door a part de compartir un actor, David Colin, Jr., que interpreta un personatge completament diferent a cada pel·lícula.

### Beyond the Door III(1989)
Beyond the Door III es va estrenar el 1989. Amb guió de Sheila Goldberg i direcció de Jeff Kwitny, la pel·lícula es va rodar a Sèrbia amb el títol "The Train". La pel·lícula, de nou, no tenia cap vincle amb cap de les dues anteriors. Ovidio G. Assonitis va actuar com a productor de la pel·lícula i la va finançar a través de la seva empresa Trihoof Investments. També és coneguda com Death Train i Amok Train. Va ser rebatejada per al seu llançament als Estats Units per RCA/Columbia Pictures Home Video i va passar directament a vídeo. Tot i que només es va rebatejar als Estats Units, tots els Blu-ray moderns porten el títol "Beyond the Door III" a les còpies, inclòs el DVD de la Regió 1 de Shriek Show.

### Embryo: Beyond the Door(2022)
El 2021, Ovidio G. Assonitis va anunciar que s'estava desenvolupant una continuació oficial de la pel·lícula original. També es va confirmar que Juliet Mills repetiria el seu paper a la seqüela.